# Crayon Pop
Crayon Pop (hangul:크레용팝) fue un grupo surcoreano de cinco miembros, formado en el año 2012 por Chrome Entertainment. El grupo lo conformaban: Soyul, Gummi, Ellin, y las gemelas Choa y Way. En el 2017 Soyul, abandono el grupo, por motivos de su embarazo y tras contraer nupcias, aunque desde mediados del 2016 ya no hacia presentaciones ni actividades con el grupo. Crayon Pop debutó oficialmente el 19 de julio de 2012 con "Saturday Night" en su primera etapa de debut en M! Countdown de Mnet. Aunque ellas debutaron el 19 de julio, ya habían lanzado su vídeo de "Bing Bing", el primer single, en coreano y japonés, tras el lanzamiento de su primer EP, ÁCrayon Pop: The 1st Mini Álbum. Este álbum no tuvo éxito comercial y cuando "Dancing Queen" fue lanzado en octubre, Crayon Pop tuvo pocas oportunidades de promocionar por las emisiones musicales de Corea. En vez de ello, ellas se promovieron con la serie web, Crayon Pop TV, y con sus guerrillas en las calles de Seúl. Esto las ayudó a aumentar su base de fanes, incluyendo sus fanes masculinos que se llaman, "Pop-jeossi". A principios de 2013, Crayon Pop lanzó una versión mezclada de "Bing Bing" y tuvo tres exitosos mini-conciertos en Japón.
Tras el lanzamiento de "Bar Bar Bar", se prestó atención a su único traje de la etapa y la coreografía de Crayon Pop, y gozó la popularidad. "Bar Bar Bar" comenzó a subir el orden de la música digital coreana, y en consecuencia, ha llegado a la alta posición de la lista gráfica de tiempo real. Después de ocho semanas del lanzamiento, llegó al primer lugar en K-Pop Hot 100 de Billboard por primera vez. "Bar Bar Bar" ganó el primer lugar en Music Bank el 30 de agosto, y también recibió los numerosos premios, incluyendo New Rising Stars en el Golden Disk Awards, el Hot Trend Award en el MelOn Music Awards, y Best New Female Artists en el Mnet Asian Music Awards.
Crayon Pop ha celebrado varios solos conciertos en Corea del Sur, Japón y Taiwán, y también ha actuado en otros países, incluyendo China, Australia, Estados Unidos y Canadá. En junio y julio de 2014, Crayon Pop fue el acto de apertura para el tour del concierto ArtRave: The Artpop Ball de Lady Gaga en doce ciudades en América del Norte.
El sexto single de Crayon Pop, "Uh-ee", fue lanzado el 1 de abril de 2014. El vídeo musical tuvo más de un millón de visitas a un día en YouTube y contó con cameos de Kim Chang-ryeol de DJ-DOC, Bumkey, y el comediante Yoon Sung-ho. El primer álbum de larga duración de Crayon Pop, planeando originalmente para el lanzamiento en 2014, se retrasa indefinidamente a partir de noviembre de 2014. El miniálbum fue lanzado en Japón el 19 de noviembre y este grupo debutará allí a principios de 2015. Strawberry Milk, una sub-unidad "hermana gemela", compuesta de Cho A y Way, debutó con The 1st Mini Álbum el 15 de octubre de 2014.
En junio de 2022, Belitf Lab anuncia el regreso con la canción "Last Song" con la participación de la boy band surcoreana Enhypen.

## Historia

### Pre-debut
El grupo inicialmente estaba planeado para debutar en el nombre de "Hurricane Pop" y compuesto de los miembros de Serang (Yang Se-hyeon), Gummi (Baek Bo-ram), Ellin (Kim Min-young), Choa (Heo Min-jin) y Soyul (Park Hye-kyeong). Hwang Hyun Chang, el presidente de Chrome Entertainment, no consideró a las candidatas que miden más de 165.cm y tienen la imagen sexy, porque él quiso un grupo de las chicas ordinarias. Serang, fue la líder anterior de Coin Jackson, el grupo de chicas disuelto. Ella dejó poco antes del proyecto para concentrarse en su carrera como actriz. Después de su partida, Way (Heo Min-seon), la hermana menor gemela idéntica de Choa, fue añadida para mantener el grupo como un quinteto. El nombre del grupo entonces fue renombrado como "Crayon Pop" antes de su debut. Los nombres artísticos de las chicas fueron elegidos por el director ejecutivo de Chrome Entertainment, aunque algunos miembros tenían entrada en la opción.
Soyul fue la primera miembro en hacerse aprendiza de Chrome Entertainment. Ella anteriormente había sido la parte de un dúo de K-Pop de breve duración con: Jina, un miembro de Bob Girls, llamado Chic'6 Muscats. Gummi, quien había trabajado como clínica de trasplante de cabello, era el miembro siguiente de Soyul. Ellin fue consultada en Chrome Entertainment por el coreógrafo de danza, y ella aceptó después de la tercera audición. Way fue la participación previa en la industria musical como la vocalista principal de N.Dolphin, la banda de indie. Cuando ella fue invitada a la audición de Chrome Entertainment, N.Dolphin estaba promocionando un álbum, y por eso, ella recomendó a Choa en cambio. A partir de la partida de Serang, a Way le fue dada otra oportunidad para confluir con Crayon Pop y ella dejó N.Dolphin y aceptó la oportunidad.

### 2012: Debut conThe 1st Mini Álbumy Dancing Queen
Las chicas comenzaron sus promociones en Japón, utilizando su tiempo para rodar los vídeos musicales para su sencillo debut. El grupo debutó oficialmente el 24 de junio de 2012 con el lanzamiento de las versiones coreana y japonesa del vídeo musical “Bing Bing”. Después de los videoclips múltiples, "Saturday Night", el vídeo musical para su debut single, fue lanzado el 17 de julio de 2012. La versión japonesa, así como la versión alternativa de la original con nuevas imágenes, fue lanzada el 24 de julio de 2012.
Crayon Pop: The 1st Mini Álbum, su primer EP, fue lanzado el 18 de julio incluyendo dos canciones de "Bing Bing" y "Saturday Night". Las chicas hicieron su debut de etapa oficial al día siguiente del 19 de julio de 2012, presentando "Saturday Night" en M! Countdown de Mnet.
El grupo lanzó "Dancing Queen", su álbum digital single, el 24 de octubre de 2012. Consistió en "Dancing Queen", el nuevo single, y "Bing Bing", la versión remezclada. Después de la presentación de "Dancing Queen", Kang-in y Shindong de Super Junior alabaron esta canción y al grupo, diciendo Shindong: "Me gustaría producir un grupo de chicas como ellas". Como Crayon Pop no se podía presentar a menudo en el espectáculo de música, ellas fueron a las calles y promovieron a "Dancing Queen" con las actuaciones de guerrilla. Estas guerrillas se produjeron a menudo en un tiempo frío extremadamente.

### 2013: Éxito en Japón, "Bar Bar Bar" y Aumento de la Popularidad
Volviendo a las promociones japonesas, Crayon Pop celebró un mini-concierto el 6 de enero de 2013 en Shibuya, Tokio. Los billetes se empezaron a la venta el 12 de diciembre de 2012 y fueron vendidos en una hora. Como resultado de que los fanes no podían comprar los billetes por una demanda considerable, Chrome Entertainment anunció que otro concierto japonés se celebraría unos días después.
El 25 de enero de 2013, Crayon Pop hizo un regreso oficial en Music Bank de KBS con "Bing Bing", la versión remezclada incluyendo nueva coreografía. Ellas aparecieron en Show! Music Core de MBC al día siguiente.
Asegurados los fanes japoneses de otro concierto tras su mini-concierto exitoso en Tokio, Chrome Entertainment representó un segundo mini-concierto en Osaka, Japón el 22 de febrero de 2013.
El 8 de junio, Crayon Pop realizó la versión previa de su nueva canción de "Bar Bar Bar" por primera vez. La versión historial del vídeo musical fue subida a YouTube el 13 de junio, una semana antes de su lanzamiento digital de la canción el 20 de junio. Tras el lanzamiento de la versión bailante de vídeo musical el 23 de junio, Crayon Pop atrajo interés a pesar de su único traje de etapa y coreografía. A partir de septiembre de 2014, este vídeo musical logró más de 22 millones de vista en YouTube. Con la adicción de "Bar Bar Bar", comenzó a escalar la lista de música digital coreana, llegando a la posición superior de listados de una carta mayor de tiempo real eventualmente. Logró permanecer en la cima de Korea K-Pop Hot 100 de Billboard por más de un mes y ordenó número 1 por primera vez ocho semanas después del lanzamiento. "Bar Bar Bar" solidificó su condición viral cuando se emitió un vídeo paródico de un segmento en SNL Korea el 13 de agosto.
El 25 de agosto Crayon Pop realizó en los Estados Unidos por primera vez. El grupo representó "Bar Bar Bar" y "Dancing Queen" en KCON, que fue celebrado en Los Angeles Memorial Sports Arena de 24-25 de agosto de 2013.
A pesar de que su grupo pertenece a la compañía pequeña, Crayon Pop anotó su primer triunfo de espectáculo de música en Music Bank de KBS, batiendo Eureureong (Growl), la canción de EXO.
The Streets Go Disco, el segundo miniálbum de Crayon Pop, fue lanzado el 26 de septiembre. Consistió en sus cuatro álbumes anteriores y remixes de sus canciones. El vídeo musical para la canción titular, "Dancing Queen 2.0" fue lanzado junto con el álbum. El vídeo para "Bar Bar Bar 2.0" había sido lanzado un mes más temprano.
Gracias a la popularidad de Crayon Pop, Chrome Entertainment anunció que Crayon Pop celebraría su primer concierto en solitario titulado "1st POPCON in Seoul". Por la señal de agradecimiento, este concierto fue gratuito asistir y 100%, My Name, Bumkey y The SeeYa aparecieron como invitados especiales. Crayon Pop había preparado un vídeo de parodia de Princess Aurora, el drama, representando los miembros en todas las partes. Este vídeo que celebró con éxito el 30 de octubre de 2013 fue presentado en el concierto.
El 3 de noviembre de 2013, Crayon Pop viajó a Sídney de Australia durante una semana para presentar y asistir a dos eventos de autógrafo. Estos eventos se produjeron en George Street de Event Cinemas y Westfield Chatswood, un centro comercial de Sídney. Antes del tiempo de autógrafo, ellas representaron "Bar Bar Bar"  y "Dancing Queen". Ellas aparecieron Wacky World Beaters y SBS PopAsia de ABC, e hicieron su presentación de guerrilla delante de la Casa de la Ópera de Sídney. Ellos también visitaron al Taronga Zoo y Hyde Park, y participaron en BridgeClimb del Puente de la bahía de Sídney.  El viaje fue patrocinado por Sony Music, y ellos organizaron una reunión entre Crayon Pop y Dami Im, que nació en Corea del Sur y es la cantante australiana, y ella era una fan de Crayon Pop.
Crayon Pop celebró su segundo concierto a solas el 15 de noviembre de 2013 en Zepp DiverCity de Tokio con más de 2000 fanes, 30 tiendas de medio y 200 representantes en la industria musical asistiendo al concierto.
El 22 de noviembre Crayon Pop colaboró con Ylvis, el dúo noruego, para llevar a cabo una etapa especial en 2013 Mnet Asian Music Awards. Crayon Pop recibió Best New Female Artist, el primer gran premio, mientras que Ylvis ganó el premio de International Favorite Artist.
El 1 de diciembre Crayon Pop lanzó "Lonely Christmas", un vídeo musical para su single de Navidad. Ellas volvieron a su etapa el 5 de diciembre en M! Countdown de Mnet.

### 2014-2015: "Uh-ee", Tour de Lady Gaga, Debut de Strawberry Milk y Debut oficial en Japón.
El 1 de febrero, el veterano cantante Kim Jang-hoon colaboró con Crayon Pop y lanzó "Hero" para el "Korean Fireman Project" en dedicación a los bomberos quien están peligrosos de su vida para ayudar a otros. Todos los ingresos de esta canción fueron donados a las organizaciones benéficas y a las familias de los bomberos. Crayon Pop y Kim Jang-hoon luego celebraron un concierto sorprendido llamado, "Cray-Hoon Pop" en Gangnam H Stage, Seúl el 17 de febrero con la presentación desde K-Much, el compañero de Crayon Pop.
Crayon Pop presentó el acto de apertura para Lantern Festival Program de Human TV el 14 de febrero de 2014, creando su debut en TV Show en China continental. Este fue la segunda presentación de Crayon Pop en China continental: la primera fue la 23ª Qingdao International Beer Festival en Qingdao el 9 de agosto de 2013.
El 21 de marzo La estrella pop Lady Gaga anunció en su cuenta de Twitter que Crayon Pop abriría su próximo concierto, ArtRave: The Artpop Ball en 12 ciudades a través de los Estados Unidos desde el 26 de junio hasta el 22 de julio, a lo largo de la conexión del video musical de "Bar Bar Bar", su éxito viral. Lady Gaga le pidió a Crayon Pop para abrir todos 29 conciertos en América del Norte pero ellas solo aceptaron un mes porque ellas tenían trabajar en su primer álbum de larga duración. El álbum, que estaba planeado su lanzamiento en junio, fue retrasado debido al tour de concierto de Lady Gaga.
El 23 de marzo Crayon Pop viajó al extranjero y celebró su primera reunión de fan en Hong Kong, y participaron en la reunión más de 1000 fanes y más de 70 tiendas de medio.
El 1 de abril Crayon Pop lanzó su quinto single álbum "Uh-ee". Para la etapa de regreso, ellas se vistieron su capucha y con trajes de los campesinos coreanos.
El 15 de octubre, debutó la subunidad del grupo llamada “Stawberry Milk” conformada por las gemelas del grupo, Choa y Way, con la canción titulada “OK”.
El 18 de noviembre se lanzó el primer mini album en japones llamado “POP POP POP!”, pero no era un debut. El album incluye canciones conocidas del grupo, Saturday Night, Bing Bing, Dancing Queen, Bar Bar Bar y Uh-ee, también incluye una versión EDM de Bar Bar Bar y Uh-ee y una nueva canción titulada Bbyong Song. Cuenta con un DVD con videos de las canciones ya mencionadas con excepción de las últimas 3.
El 25 de marzo del 2015, la agencia Chrome Entertainment dio a conocer el video musical con la versión de la coreografía de la cancion “FM” Llevaron a cabo un concurso de dance covers de FM, con fecha máxima hasta el 11 de abril para enviar los dance covers a Chrome Entertainment, y diez ganadores que fueron elegidos por las miembros de Crayon Pop recibieron copias autografíadas del último album del grupo.
El 23 de julio, se reveló el primer single japonés del grupo titulado “RaRiRuRe” el cual si es el debut oficial de Crayon Pop en Japón.
El 18 de noviembre, 1 año después que se lanzó el mini album “POP POP POP!” lanzaron el nuevo album en japonés del grupo con la canción titulada “Dancing All Night” que incluye una versión japonesa de “Uh-ee”. El album cuenta con 4 versiones, las cuales son: Regular (CD y 2 portadas), otra es un CD+DVD y que incluye el video musical de “Dancing Queen” y un making film, la última versión es un CD+DVD+GOODS.

### 2016-2017: Primer album japones, “Evolution Pop Vol.1”, Salida de Soyul e inactividad.
El 20 de enero del 2016, Crayon Pop lanzó su primer de estudio en japones titulado “CRAYON POP”, que tiene 2 versiones, Regular y Limitada, ese mismo día se lanzó un photobook titulado “Pop in Book” que contiene 144 páginas con fotos de las miembros y que contiene una canción llamada “We are Pirates” y los singles anteriores, RaRiRuRe y Dancing All Night.
Crayon Pop realizó un tour en Japón que empezó el 29 de enero en Nagoya Supedo BOX, el 30 de enero en KOBE varit y el 31 de enero terminó en Tokyo Science Hall. 
El 16 de marzo se lanzó el DVD llamado “Pop in Japan” que contiene parte de las presentaciones del grupo en su tour en Japón y también contiene un video llamado “Crayon Pop Diary”.
El 7 de septiembre, se compartió el logo del próximo album en sus redes sociales para su próximo regreso, el 9 de septiembre se lanzó un pre-single titulado “Vroom Vroom”. El 26 de septiembre fue lanzada la canción “Doo Doom Chit” y con el primer album de estudio en coreano “Evolution Pop Vol.1”, el grupo comenzó a promocionar como de costumbre en shows musicales.
Durante las promociones de Doo Doom Chit, Soyul dejó de participar en las presentaciones debido a problemas de un transtorno de ansiedad, por lo cual el grupo promocionó con las 4 miembros restantes. Soyul también anunció su compromiso de su boda en noviembre de 2016.
El 31 de mayo del 2017, Chrome Entertainment anuncio que Soyul había dejado el grupo y que estaban discutiendo la renovación de contratos de Ellin, Gummi, Choa y Way, debido a esto la agencia y las miembros estuvieron discutiendo sobre el futuro del grupo y ellas decidieron continuar con el grupo, aunque las miembros eran diferentes a como estaban antes en su contrato anterior, ellas ejercerán actividades de actuación como en dramas, música, etc. Way se había separado de Chrome Entertainment en febrero de ese mismo año, pero nunca se especificó si dejó el grupo, sin embargo, volvió a firmar un contrato no exclusivo con Chrome Entertainment en Septiembre del 2017.
En septiembre del 2017, Gummi había firmado como actriz en otra agencia haciendo circular muchos rumores sobre la salida de Gummi de Crayon Pop. El día siguiente del rumor, Chrome Entertainment reveló a traves de un comunicado que todas las miembros están desarrollando actividades individuales aunque no musicales y gestionadas por otras agencias, pero el grupo sigue en discusiones con la agencia sobre sus promociones musicales, por lo cual Crayon Pop no se ha disuelto y desde entonces el grupo no ha vuelto a tener actividades grupales.

## Integrantes
| Integrantes      | Integrantes | Nombre de nacimiento | Nombre de nacimiento | Fecha de nacimiento           | Lugar de nacimiento                                  |
| Nombre artístico | Hangul      | Romanización         | Hangul Kanji Hanja   | Fecha de nacimiento           | Lugar de nacimiento                                  |
| ---------------- | ----------- | -------------------- | -------------------- | ----------------------------- | ---------------------------------------------------- |
| Gummi            | 구미        | Baek Bo Ram          | 백보람               | 2 de junio de 1988 (37 años)  | Seúl, Corea del Sur                                  |
| Ellin            | 엘린        | Kim Min Young        | 킴민영               | 2 de abril de 1990 (35 años)  | Daegu, Seúl, Corea del Sur                           |
| Choa             | 초아        | Heo Min Jin          | 허민진               | 12 de julio de 1990 (34 años) | Seúl, Corea del Sur                                  |
| Way              | 웨이        | Heo Min Sun          | 허민선               | 12 de julio de 1990 (34 años) | Seúl, Corea del Sur                                  |
| Soyul            | 소율        | Park Hye Kyung       | 박혜경               | 15 de mayo de 1991 (34 años)  | 🇰🇷Corea del Sur Grupo musical (Crayon Pop) 2012-2016 |

## Tours
- 2013: Crayon Pop New Year Mini Concert 
  - Crayon Pop 2nd Mini Concert in Tokyo
Crayon Pop 3rd Concert
- 2014: Lady Gaga Artrave: The Artpop Ball Tour (Opened Show)

## Canciones
- 2012: Bing Bing
- 2013: BarBarBar
- 2014  uh ee
- 2015: FM
- 2015: Dancing All Night

## 2012: Dancing Queen
El grupo lanzó su segunda producción, un miniálbum titulado Dancing Queen, el 23 de octubre de 2012, éste constó de un nuevo sencillo homónimo, junto con una versión alternativa de Bing Bing.

## Controversia
Cuando salió “Bar Bar Bar”,Crayon Pop fue acusado por supuestamente copiarse del grupo femenino japonés Momoiro Clover Z.

## Álbumes

### Saturday Night (Mini álbum)
- Bing Bing
- Saturday Night
- Bing Bing (Inst)
- Saturday Night (Inst)
- Saturday Night Dubstep (Mix)[5]

### Dancing Queen (Mini álbum)
- Dancing Queen
- Bing Bing (Remix) (Mastering Ver.)
- Dancing Queen (Inst.)
- Bing Bing (Inst.)[6]